# Грам (король данов)
Грам (лат. Gram) — персонаж хроники «Деяния данов» Саксона Грамматика, один из первых легендарных датских королей. Его история дана более подробно, чем истории его предшественников. Жорж Дюмезиль утверждал, что Грам был частично смоделирован по образцу бога Тора, в частности, его поражение от Грунгнира и последующая встреча с Гроа.
Древнескандинавское слово «gramr» означает «король» и, вероятно, является источником имени Грама, возможно, из-за неправильного понимания имени Саксоном. Ни в одном другом древнем источнике не упоминается король с именем Грам.

## Рекомендации
- Дюмезиль, Жорж (1973). От мифа к вымыслу : Сага о Гадингусе . Транс. Дерек Колтман. Чикаго: Чикагский университет Press.ISBN 0-226-16972-3 .
- Дэвидсон, Хильда Эллис (редактор) и Питер Фишер (тр.) (1999). Саксон Грамматик : История датчан : Книги I-IX . Бери-Сент-Эдмундс: St Edmundsbury Press. ISBN 0-85991-502-6. Впервые опубликовано в 1979-1980 гг.
- Элтон, Оливер (тр.) (1905). Девять книг датской истории Саксона Грамматика . Нью-Йорк: Общество Норроена. Доступно онлайн
- Олрик, Дж. и Х. Редер (1931). Саксон Грамматик : Геста Данорум . Доступно онлайн